# Mohammad Amini
Mohammad Amini (persisch محمد امینی) (* 26. April 2005) ist ein iranischer Basketballspieler.

## Werdegang
Amini betrieb als Heranwachsender in Bandar Abbas Turnen, Taekwondo, Fußball, Ringen und schließlich Basketball. Er spielte bei Ayandeh Sazan Teheran.
Im Oktober 2022 wechselte er von Mahram Teheran zu AS Monaco. Im Februar 2023 nahm er an der von der NBA sowie dem Weltverband FIBA durchgeführten Talentsichtungsveranstaltung Basketball without Borders teil. Amini wurde Leistungsträger in Monacos U20-Mannschaft und bestritt im Spieljahr 2022/23 eine Begegnung in Frankreichs höchster Spielklasse, Ligue Nationale de Basket Pro A, in der er mit Monaco französischer Meister wurde.
Da er in Monacos Profimannschaft kaum zum Einsatz kam, verließ er das Fürstentum im Anschluss an das Spieljahr 2023/24, in der Monaco wieder französischer Meister wurde, und wechselte innerhalb der französischen Liga zu SLUC Nancy Basket.

### Nationalmannschaft
Bei der Weltmeisterschaft 2023 war Amini der zweitjüngste Spieler des Teilnehmerfeldes, er stand mit einem Punktedurchschnitt von 13,2 je Begegnung an erster Stelle der mannschaftsinternen Korbschützenliste der Iraner.